# 对立教宗尼各老五世

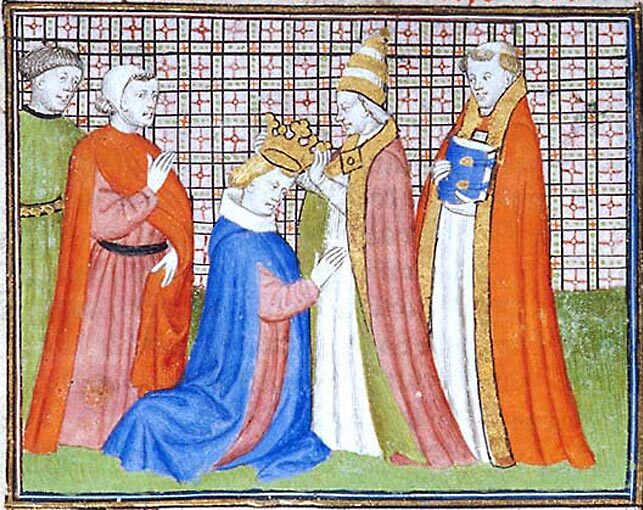
1328年5月12日，对立教宗尼各老五世为神圣罗马帝国皇帝路易四世加冕。

尼各老五世本名伯多祿·雷纳尔杜奇（義大利語：Pietro Rainalducci；約1258年—1333年10月16日） ，于1328年5月12日至1330年7月25日出任對立教宗，当时正是法国亞維農教廷的教宗若望二十二世（1316年－1334年在任）统治时期。他是最后一个帝国对立教宗——即由神聖羅馬皇帝选任的对立教宗。 

## 生平
雷纳尔杜奇于意大利拉齐奥大区列蒂附近的古代要塞博尔戈罗塞出生。他於1310年与妻子离婚后加入方济各会，后成为一位著名講道人。
被绝罚的神圣罗马皇帝路易四世於1328年利用影响力，促使一个由神父和平信徒组成的大会将雷纳尔杜奇选为对立教宗，威尼斯教區主教在聖伯多祿大殿將雷納爾杜奇祝圣。
尼各老五世与路易四世在罗马待了4个月后撤至維泰博。不过，教皇使节若望·嘉耶當·奧爾西尼枢机於1328年12月对维泰博和塔尔奎尼亚宣战。尼各老五世先后撤至格罗塞托和比萨，在那裡接受帝国代表的保护。1329年2月19日，尼各老五世在奇迹广场举行了一场荒诞的仪式。仪式上代表教宗若望二十二世的稻草人身着教宗冕服，接受正式的定罪、侮辱，并被交由世俗司法机关（以被“处决”）。
若望二十二世於1329年4月將尼各老五世绝罚，尼各老五世向皮翁比诺附近的Donoratico伯爵Boniface寻求庇护。尼各老五世得到会被饶恕的保证后先向比薩總教區總主教自白罪行，随后于1330年8月25日在亞維農向若望二十二世认罪，后者将其赦免。
尼各老五世一直被光荣监禁于亚维农教宗宫至1333年10月去世為止。